# RADARSAT-2
O RADARSAT-2 um satélite de observação da Terra desenvolvido pela Canadian Space Agency (CSA) em colaboração com a MacDonald, Dettwiler and Associates Ltd. (MDA). Após vários adiamentos, o seu lançamento ocorreu com sucesso em 14 de Dezembro d 2007.
Como substituído do RADARSAT-1, o RADARSAT-2 permite obter imagens precisas de qualquer zona do planeta, tanto de dia como de noite e independentemente das condições meteorológicas. Estas imagens serão disponibilizadas através de uma rede global em expansão e que conta já com 36 estações terrestres certificadas.